# Nordisk kombineret under vinter-OL 2018 – Hold - Stor bakke og 4x5 km – Herrer
Stor bakke og 4×5 km for mænd ved vinter-OL 2018 fandt sted den 22. februar 2018. Der blev hoppet på storbakke, og derefter kørt 4×5 km langrend.

## Resultater

### Skihop
Skihop blev afholdt klokken 16:30.
| Rang | Bib                    | Land                                                                               | Distance (m)            | Point                         | Tidsdifference |
| ---- | ---------------------- | ---------------------------------------------------------------------------------- | ----------------------- | ----------------------------- | -------------- |
| 1    | 7 7–1 7–2 7–3 7–4      | Østrig · Mario Seidl · Bernhard Gruber · Lukas Klapfer · Wilhelm Denifl            | 131.0 136.0 131.0 138.5 | 469.5 112.6 117.9 114.6 124.4 | –              |
| 2    | 9 9–1 9–2 9–3 9–4      | Tyskland · Eric Frenzel · Vinzenz Geiger · Fabian Rießle · Johannes Rydzek         | 137.0 129.5 127.5 138.0 | 464.7 123.6 102.6 109.2 129.3 | +0:06          |
| 3    | 8 8–1 8–2 8–3 8–4      | Japan · Hideaki Nagai · Go Yamamoto · Yoshito Watabe · Akito Watabe                | 127.0 132.5 128.0 137.5 | 455.3 106.8 111.3 110.9 126.3 | +0:19          |
| 4    | 10 10–1 10–2 10–3 10–4 | Norge · Jørgen Graabak · Jarl Magnus Riiber · Espen Andersen · Jan Schmid          | 133.5 128.5 132.0       | 449.2 114.4 117.9 105.0 111.9 | +0:27          |
| 5    | 5 5–1 5–2 5–3 5–4      | Frankrig · François Braud · Jason Lamy-Chappuis · Antoine Gérard · Maxime Laheurte | 129.5 127.5 127.0 133.0 | 417.9 127.0 92.2 97.6 116.4   | +1:09          |
| 6    | 3 3–1 3–2 3–3 3–4      | Tjekkiet · Ondřej Pažout · Miroslav Dvořák · Lukáš Daněk · Tomáš Portyk            | 123.0 120.5 119.5 131.0 | 382.2 100.1 88.0 81.5 112.6   | +1:56          |
| 7    | 6 6–1 6–2 6–3 6–4      | Finland · Ilkka Herola · Leevi Mutru · Hannu Manninen · Eero Hirvonen              | 133.0 108.0 116.0 133.5 | 381.3 116.6 61.3 82.4 121.0   | +1:58          |
| 8    | 1 1–1 1–2 1–3 1–4      | Polen · Wojciech Marusarz · Paweł Słowiok · Adam Cieślar · Szczepan Kupczak        | 114.0 107.0 121.5 130.0 | 337.2 72.8 67.9 85.6 110.9    | +2:56          |
| 9    | 2 2–1 2–2 2–3 2–4      | USA · Ben Loomis · Ben Berend · Taylor Fletcher · Bryan Fletcher                   | 111.5 120.0 100.0 129.5 | 324.8 78.2 87.5 52.9 106.2    | +3:13          |
| 10   | 4 4–1 4–2 4–3 4–4      | Italien · Aaron Kostner · Lukas Runggaldier · Alessandro Pittin · Raffaele Buzzi   | 106.5 105.5 112.5 123.0 | 291.8 69.4 56.9 77.0 88.5     | +3:57          |